# Conothele baiyunensis
Espèce
Conothele baiyunensis est une espèce d'araignées mygalomorphes de la famille des Halonoproctidae.

## Distribution
Cette espèce est endémique du Guangdong en Chine,. Elle se rencontre sur le mont Baiyun.

## Description
La femelle holotype mesure 12,50 mm.

## Étymologie
Son nom d'espèce, composé de baiyun et du suffixe latin -ensis, « qui vit dans, qui habite », lui a été donné en référence au lieu de sa découverte, le mont Baiyun.

## Publication originale
- Xu, Xu, Liu, Zhang & Li, 2017 : Four new species of the trapdoor spider genus Conothele Thorell, 1878 from mainland China and Laos (Araneae, Ctenizidae). ZooKeys, no 643, p. 63-74 (texte intégral).